# David Dallas
David Keith Dallas (* 28. August 1982 in Papatoetoe, Auckland, Neuseeland) ist ein Rapper und Hip-Hop-Sänger aus Auckland, Neuseeland mit Wurzeln in Samoa und Europa. Er steht bei Duck Down Records unter Vertrag.

## Karriere
Dallas’ Debütalbum Something Awesome wurde im August 2009 veröffentlicht.
Das Album The Rose Tint, veröffentlicht am 11. Mai 2011, wurde kostenlos auf seiner Webseite zur Verfügung gestellt. Es erreichte 50.000 Downloads. Damit war es das meistverkaufte Album in Neuseeland 2011. The Rose Tint wurde für drei New Zealand Music Awards nominiert.
Im September 2012 veröffentlichte David Dallas die EP Buffalo Man als freien Download. Alle Songs waren inspiriert, abgemischt oder interpoliert von Jamiroquai.
Im Oktober 2013 erschien Dallas’ drittes Studioalbum Falling Into Place. Es landete auf Platz 2 der Neuseeländischen Albumcharts. Die Single Runnin’ erhielt Platin im Januar 2014 und wurde bekannt als FIFA-14-Soundtrack. Dallas wurde zum besten männlichen Künstler gewählt und sein Album zum Besten im Genre Urban/Hip-Hop bei den New Zealand Music Awards.
Dallas half Eminem bei seiner ersten Show in Neuseeland, im Februar 2014 beim Western Springs’ Rapture Event.

## Diskografie

### Alben
- Something Awesome (2009)
- The Rose Tint (2011)
- Falling into Place (2013)
- Hood Country Club (2017)

### Singles
- Indulge Me (featuring Devolo, 2009)
- Runnin’ (2013)
- The Wire (featuring Ruby Frost, 2013)
- Fit In (2017)